# 史前意大利民族列表
此列表列出了罗马征服之前的意大利（包括西西里和萨丁尼亚）的分布的民族。几乎所有这些民族的名称都来自古希腊古罗马学者的论述。这些民族存在的时间大概是前750年（罗马城建立）到前300年（罗马共和国中期）。

## 非印欧民族

撒丁岛努拉吉部落

下列古代族群据信不属于操印欧语系的民族，但大部分缺乏证据。其中一些讲前印欧语言，另一些不是，有些可能操原始印歐語分化出来的早期分支。迦太基人使用亚非语系的迦太基语。
- 伊利米人 （Elymians）
- Euganei
- Oenotrians
- 施尔登人 （Sherden (proto-Sardinians)）

西西里岛上的前希腊时代的主要遗址，以及由古希腊罗马的历史著作推测的伊利米人、西坎尼人和西库尔人的分布

- 西坎尼人 （Sicani）
- 第勒尼安人
  - 伊特鲁里亚人
    - Rutuli

  - 雷蒂亚人（Raeti）
  - 卡慕尼人（Camunni）
- 迦太基人

## 印欧民族

### 意大利人

公元前400年的意大利。The Samnitic League at its peak, including also the Frentani tribe on the Adriatic sea as a full member and controlling parts of both coasts of the Italian peninsula.

- 拉丁-法利希人:
  - 法利希人（Falisci）
  - 拉丁人（Latins）

- 奥斯坎-翁布里亚人，也被称为萨贝利人:
  - 翁布里亚人（Umbrians）
    - 马尔西人（Marsi）
    - 翁布里人（Umbri）
    - 沃尔西人（Volsci）

  - 奥斯坎人（Oscans）
    - Marrucini
    - Osci
      - Aurunci
      - Ausones
      - Campanians

    - Paeligni
    - Sabines

  - 萨莫奈族 Samnitics
    - Bruttii
    - Frentani
    - Lucani
    - 萨莫奈人 Samnites
      - Pentri
      - Caraceni
      - Caudini
      - Hirpini

  - 其他
    - Aequi
    - Fidenates
    - Hernici
    - Picentes
    - Vestini
    - 西库尔人 Sicels

### 凯尔特人
- Cisalpine Gauls
  - 波伊人
  - Carni
  - Cenomani
  - Lingones
  - Segusini
  - Senones
  - Vertamocorii

- 南阿爾卑高盧語使用人群 
  - Graioceli
  - Lepontii

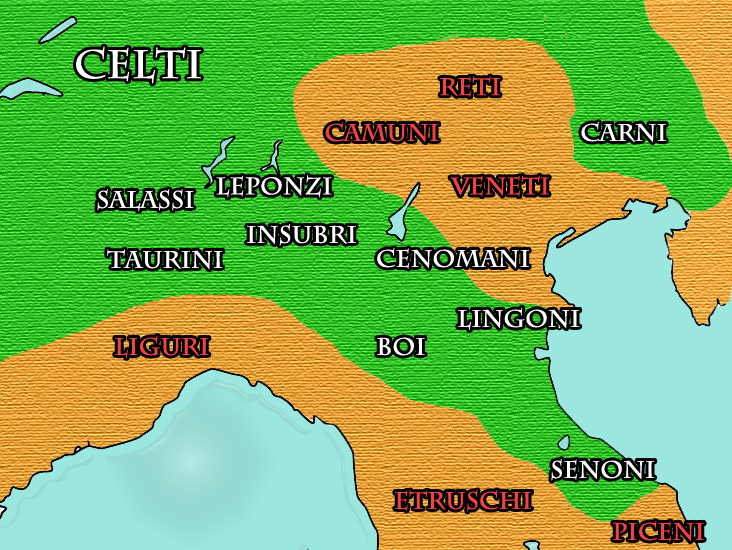
公元前391-192年的山南高卢民族分布

  - Salassi, possibly related with the Ligures

### 利古里亚人
利古里亚人所操的古利古里亚语是前印欧语还是属于印欧语系仍有争议。
- Apuani
- Bagienni
- Briniates
- Corsi
- Friniates
- Garuli
- Hercates
- Insubres
- Ilvates
- Orobii
- Laevi
- Lapicini
- Lestricones/Lestrigones
- Longonenses
- Marici
- Statielli
- Taurini

### 希腊人

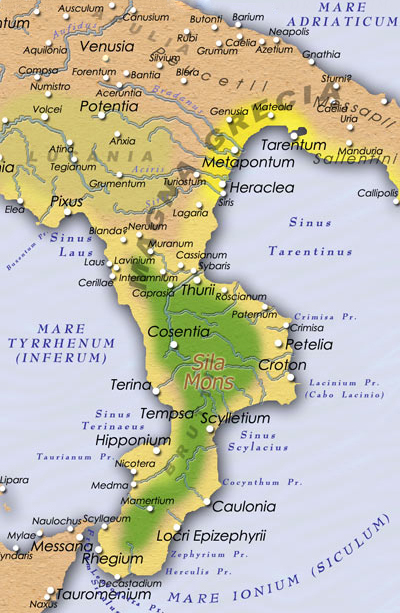
约前280年的大希腊

- Achaeans
- Dorians
- Ionians
- Italiotes
- Siceliotes

### 伊利里亚人
- 雅皮吉人或阿普利亚人（Iapyges or Apuli）
  - 梅萨比人（Messapii）
  - 普切蒂人（Peucetii）
  - 道尼人（Daunii）

### 威尼西亚人
- Veneti
  - Liburnians
  - Histri